# (34753) Zdeněkmatyáš
(34753) Zdeněkmatyáš, désignation internationale (34753) Zdenekmatyas, est un astéroïde de la ceinture principale.

## Description
(34753) Zdenekmatyas est un astéroïde de la ceinture principale. Il fut découvert le 24 août 2001 à l'Observatoire d'Ondřejov par Petr Pravec et Peter Kušnirák. Il présente une orbite caractérisée par un demi-grand axe de 2,18 UA, une excentricité de 0,12 et une inclinaison de 4,8° par rapport à l'écliptique.

## Compléments